# Eberbacher Personenschifffahrt
Eberbacher Personenschifffahrt, abgekürzt EPS, ist ein Schifffahrtsunternehmen in Eberbach, das in dritter Generation von Mitgliedern der Familie Kappes betrieben wird.

## Geschichte
In der Zeit nach dem Zweiten Weltkrieg waren in Eberbach am Neckar zwei Familien Kappes in der Schifffahrt tätig: Emil Kappes und seine Angehörigen betrieben eine kleine Fähre beim Strandbad, Otto Kappes und seine Familie boten zunächst ebenfalls Fährdienste an, bauten ihren Betrieb aber bald weiter aus.
Otto Kappes, ursprünglich Fischer von Beruf, hatte einen Bruder namens Ferdinand, der Rheinschiffer wurde. Er selbst dagegen blieb in Eberbach und baute mit einer kleinen Motorfähre namens Burg Eberbach einen Fährbetrieb auf. Sein Schiff überquerte den Neckar auf der Höhe des Gasthofes Krone-Post. Obwohl es eine Brücke über den Neckar gab, wurde die Personenfähre nach Neckarwimmersbach gern und häufig genutzt. Musste der Fährbetrieb in kalten Wintern ruhen, weil der Fluss zugefroren war, so wurde zusammen mit der Wasserschutzpolizei geprüft, ob die Eisdecke dick genug war, um Fußgänger zu tragen. War dies der Fall, so markierte Otto Kappes mit Ruß einen Pfad für den Übergang und kassierte von jedem Passanten 10 Pfennige, als hätte er ihn mit der Fähre übergesetzt.
Otto Kappes, der 1970 im Neckar ums Leben kam, schaffte auch Fahrgastschiffe für den Linien- und Charterbetrieb an. Diese Schiffe fuhren insbesondere flussabwärts bis nach Heidelberg.
Nach Otto Kappes führte dessen Sohn Adolf, Adi genannt, das Unternehmen. Auch er machte die entsprechende Ausbildung durch. Als am 29. Juni 1960 das 76 Meter lange Schiff Schwabenland seine Jungfernfahrt absolvierte, war Adi Kappes als Erster Steuermann an Bord.
Sein Sohn Andreas Kappes erwarb im Jahr 2001 das Große Rheinpatent, nachdem er eine Schreinerlehre, seine Dienstzeit bei der Bundesmarine und eine Lehre auf einem Frachtschiff hinter sich gebracht hatte. Er führte das Unternehmen ab April 2008 in dritter Generation, war aber im Jahr 2021 angesichts der Schwierigkeiten, die zum Teil durch die Corona-Krise ausgelöst worden waren, geneigt, die Geschichte der Eberbacher Personenschifffahrt zu beenden.

## Schiffe

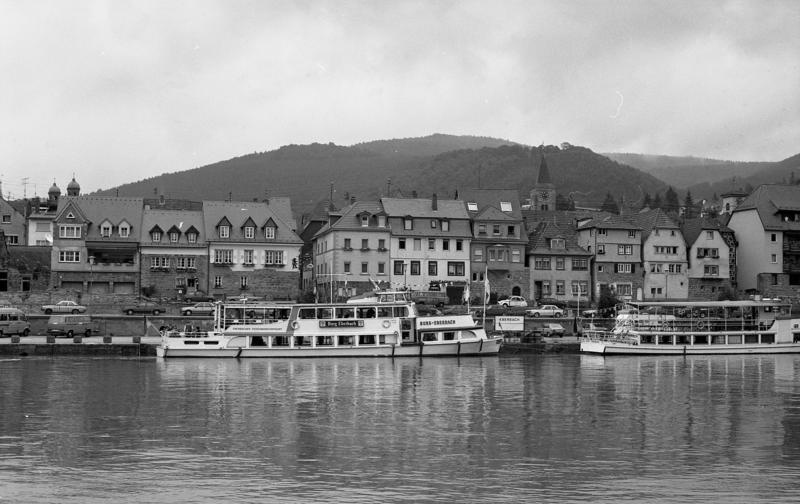
Die Burg Eberbach und ein weiteres Schiff 1988 in Eberbach

Laut Dieter Schubert war die Stolzenfels das erste Fahrgastschiff des Unternehmens. Sie wurde 1957 angeschafft und etwa 1969 nach Kassel verkauft. Über das weitere Schicksal dieses Schiffes weiß Schubert nichts zu berichten. Günter Benja kennt das Schiff als Bärbel und nennt das Baujahr 1928 und die Schiffswerft Schmidt als Bauwerft. Das Schiff war laut Benja 16 Meter lang und 3 Meter breit, hatte einen 50-PS-Motor und durfte 1975 noch 50 Personen befördern. Es war, als Benja sein Schiffsverzeichnis erstellte, noch bei der Personen-Schiffahrt Karl Söllner im Einsatz. Im Binnenschifferforum finden sich noch einige Ergänzungen: Das Schiff sei für einen ersten Eigner in Niederlahnstein gebaut worden und habe zunächst Stolzenfels geheißen, sei bei Adolf Kappes aber auf Stolzeneck umgetauft worden. Bei Söllner habe es dann Bärbel geheißen und sei von Söllner nach Indienststellung der Hessen 1975/76 in private Hände verkauft und zum Sportboot umgebaut worden.
Zur Flotte der Eberbacher Personenschifffahrt gehörte, als Adi Kappes den Betrieb übernahm, außer der Stolzeneck auch die Burg Eberbach. Sie war das Schiff, das am längsten bei der Familie Kappes im Betrieb war: 1963 oder 1964 (nach Schubert gar erst 1965) gekauft, wurde sie bis ungefähr 2014 durch die Personenschifffahrt Eberbach genutzt und 2016, weil technisch veraltet und von schwer erfüllbaren Auflagen bedroht, nach Liège verkauft. Bevor das Schiff dort aber zum Einsatz kommen konnte, wurde es in einer niederländischen Werft durch einen Brand schwer beschädigt. Von der Burg Eberbach blieben nur der Rumpf und der Motor erhalten. Das Schiff kam zwar 2018 unter dem Namen Frère Orban auf der Maas wieder in Fahrt, aber mit einem neuen Aufbau, hinter dem die alte Burg Eberbach nicht mehr zu erkennen war.
Von 1971 bis 2008 besaß die Eberbacher Personenschifffahrt außerdem das Schiff Otto Kappes. Die Otto Kappes stammte ebenfalls von der Schiffswerft Schmidt und war 1953 gebaut worden. Sie trug zunächst den Namen Liselotte von der Pfalz und wurde von den Gebrüdern Fischer in Heidelberg betrieben. Später kam sie nach Neckarsteinach und wurde auf den Namen Ludwig Oestreicher umgetauft, ehe sie ab 1971 als Otto Kappes für die Eberbacher Personenschifffahrt fuhr. Schubert nennt folgende Maße: 26,35 Meter Länge, 4,85 Meter Breite, 1,05 Meter Tiefgang. Laut Schubert durften mit dem Schiff, das eine 155-PS-Maschine hatte, 250 Personen befördert werden. Im Oktober 2008 wurde das Schiff nach Polen verkauft, wo es ab 2009 unter dem Namen Wiktoria in Breslau im Einsatz war. Das Schiff wurde mit der Attrappe eines Heckschaufelrades ausgestattet.
Ab 2008 fuhr also nur noch ein Fahrgastschiff für die Eberbacher Personenschifffahrt.
Vor dem Verkauf der Burg Eberbach hatte Andreas Kappes für Ersatz gesorgt: 2015 wurde die Petra Kappes nach der verstorbenen Schwester von Andreas Kappes getauft. Dieses Schiff war 1999/2000 in Sneek gebaut worden. Mit einer Länge von 26,75 Metern und einer Breite von 5,75 Metern hatte es eine Zulassung für die Beförderung von 150 Personen, wobei im Verkaufsexposé erwähnt wird, dass eine Zulassung für 200 Personen zu erreichen sei. Das Schiff verfügt über zwei Iveco-Motoren mit je 136 PS.
Die Petra Kappes ex Fearnprinces ex Marieke ex Marike van Nimwhege war bis August 2021 in Betrieb, zuletzt allerdings wegen einbrechender Kundenzahlen nur noch sporadisch. Ab September 2021 durfte das Schiff, weil der alte Versicherungsvertrag ausgelaufen war, nicht mehr betrieben werden. Andreas Kappes erklärte, er werde es verkaufen, sobald sich ein geeigneter Interessent finde. Die Kosten für die ganzjährige Versicherung, die Liegeplatzgebühren und die restlichen Betriebskosten wurden in Zeiten der Corona-Krise von den Einnahmen nicht mehr gedeckt.